# Patrice Pillet
Pour les articles homonymes, voir Pillet.
Patrice Pillet (né le 15 janvier 1961) est un auteur français de jeux de société et gérant d'une boutique de jeux et jouets Totem

## Ludographie

### Avec Sylvie Barc,Philippe des PallièresetJean-Charles Rodriguez
- Spirou et les champignons géants, 1995, Jeux Nathan, As d’or du Jeu Cadet 1995 au Festival des jeux de Cannes

### AvecPhilippe des Pallières
- Armada, 1985 - 2002, Jeux Descartes / Eurogames, Pion d'or jeux & stratégie  1986
- Saigon, 1994, Totem Création
- Totem, 1995, Queen Games

### AvecPhilippe des PallièresetDidier Jacobée
- Qui va faire la vaisselle ?, 1991, Abalone
- Dinosaurus, 1993, Jeux Nathan